# Lophostoma aequatorialis
Lophostoma aequatorialis es una especie de murciélago de la familia Phyllostomidae.

## Distribución geográfica
Es  endémica de Ecuador, se encuentra sólo en la costa del Pacífico del noroeste, con registros en las provincias de Esmeraldas, Guayas, El Oro, Pichincha. También se registró en Alta Quieres Nariño, Colombia, aunque el registro está todavía pendiente de revisión. 